# فرانسيسكو رودريغيز
فرانسيسكو رودريغيز Francisco Rodríguez (ولد في نوفمبر 1938 في مقاطعة هيريرا) كان رئيسا مؤقتا لجمهورية بنما في عام 1989.
تولى رودريغيز رئاسة بنما بصفة مؤقتة في الأول من سبتمبر 1989 عقب استقالة مانويل سوليس بالما. ظل في المنصب حتى 20 ديسمبر 1989 بعد الغزو الأمريكي لبنما واعتقال الحاكم العسكري مانويل نورييغا. ينتمي إلى الحزب الثوري الديمقراطي، كما شغل منصب النائب الثاني للرئيس ديلفايي.